# 파니 시드네
파니 시드네(Fanny Sidney, 1987년 4월 5일 ~ )는 프랑스의 배우이다.